# Слободка (Тарногский район)
Слободка — деревня в Тарногском районе Вологодской области.
Входит в состав Маркушевского сельского поселения, с точки зрения административно-территориального деления — в Маркушевский сельсовет.
Расстояние по автодороге до районного центра Тарногского Городка — 26 км, до центра муниципального образования Заречья — 4 км. Ближайшие населённые пункты — Баклановская, Шевелевская, Андреевская, Нестериха.
По переписи 2002 года население — 22 человека (11 мужчин, 11 женщин). Всё население — русские.